# Кей-Кавус (міфологія)
Кей-Кавус (перс. كيكاوس) — міфічний цар стародавньої Персії. Його прототипом був бактрійський каві (цар-жрець) Усан. Після підкорення Бактрії Киром II каві Усан перетворився на перського царя і героя. 
Значна частина Шах-наме авторства Фірдоусі присвячена саме царюванню Кей-Кавуса. У тому творі змальовано летючий трон Кей-Кавуса, рушійною силою якого були чотири орла, що тримали трон за кути.